# بدیعیه
بدیعیه، از مدارس بزرگ و مهم شهر هرات است که توسط همسر سلطان حسین بایقرا بنا نهاده شده و تا عصر تیموریان مورد استفاده قرار گرفته‌است.

## تاریخچه
مدرسه بدیعیه، در سده نهم و دهم ه.ق / ۱۵ و ۱۶ میلادی توسط بیکه سلطان بیگم (متوفی ۸۹۳ ه.ق/ ۱۴۸۸ م) همسر سلطان حسین باقرا و مادر بدیع الزمان میرزا بنا نهاده‌شد. در برخی منابع،از بدیع الزمان به عنوان موسس این مدرسه یاد شده‌است که ظاهراً اشتباه می‌باشد. منابعی که موسس مدرسه را بدیع الزمان دانسته‌اند، نام مدرسه را اقتباس از نام وی بدیعیه گزارش کرده‌اند. در تیموری، هرات به عنوان دارالعلم بزرگ خراسان محسوب می‌شد و مرکز فرهنگ و معارف سراسر ایران بود. این منطقه خاستگاه دانشمندان بزرگ در رشته‌های متنوعی بود که غالباً، دانش‌آموختگان و استادان را در مدارس مهمی چون نظامیه و سلطانی جمع می‌نمود. مدرسه بدیعه، دیگر مدرسه بزرگ هرات، از جمله این مدارس بود. پس از مرگ بیکه سلطان بیگم، وی در همین مدرسه مدفون شد. به غیر از وی، از بزرگان شاهزادگان تیموری، افراد دیگری نیز در این مکان مدفون هستند از جمله:
- محمد مومن میرزا فرزند بدیع الزمان (که به فرمان عموی خویش کشته شد)
- دختر بدیع الزمان معروف به جوجوک بیگم (متوفی ۹۱۲ ه.ق)

از جمله استادانی که در دوران رونق مدرسه بدیعیه، در آن مشغول تدریس بودند می توان به امیر صدرالدین ابراهیم مشهدی متوفی ۹۱۹ ه.ق اشاره کرد که در زمره علماء مشهور زمان خویش بوده است. وی مدتها در این مدرسه به تدریس مشغول بود. مولانا فصیح الدین محمد نظامی از دیگر استادان این مدرسه بود که در رشته معقول و منقول تبحر داشته و ریاضی و حکمت را به خوبی می‌دانست. وی نیز سالها در مدرسه مشغول به تدریس بود. سلطان حسین بایقرا مدتی را نز این استاد دانش آموخت.  دیگر استاد نامور این مدرسه، امیر صدرالدین یونس است که شاگردان بسیاری را تربیت نمود. وی را جزء نخستین استادان این مدرسه گزارش کرده‌اند. امیر رضی الدین عبدالاول متوفی ۹۲۷ ه.ق نیز از استادان ممتاز مدرسه است. پس از عصر تیموریان، از این مدرسه در منابع گزارشی نشده‌است و این عدم گزارش، احتمالاً به جهت از بین رفتن مدرسه در این دوران بوده‌است. حضور مدرسانی از بین مذاهب مختلف از جمله شیعه در این مدرسه، این احتمال را تقویت می کند که این مدرسه به مذهب و فرقه خاصی تعلق نداشته است.